# Raúl Asencio
Raúl Asencio del Rosario  (Las Palmas, 13 februari 2003) is een Spaans voetballer die bij voorkeur als centrale verdediger speelt. Hij speelt bij Real Madrid.

## Clubcarrière
Asencio kwam op veertienjarige leeftijd in de academie van Real Madrid terecht. Tijdens het seizoen 2022/23 speelde hij bij RSC Internacional, het tweede reservenelftal van Real Madrid. In 2023 maakt  Asencio zijn debuut voor Real Madrid Castilla. Op 9 november 2024 debuteerde hij voor Real Madrid in La Liga tegen CA Osasuna. Op 27 november 2024 debuteerde hij in de UEFA Champions League tegen Liverpool.

## Privé
In 2025 werd er een celstraf van 2,5 jaar geëist tegen Asencio. Hij zou een seksvideo hebben verspreid waarin een minderjarige te zien is.